# 스크롤 휠

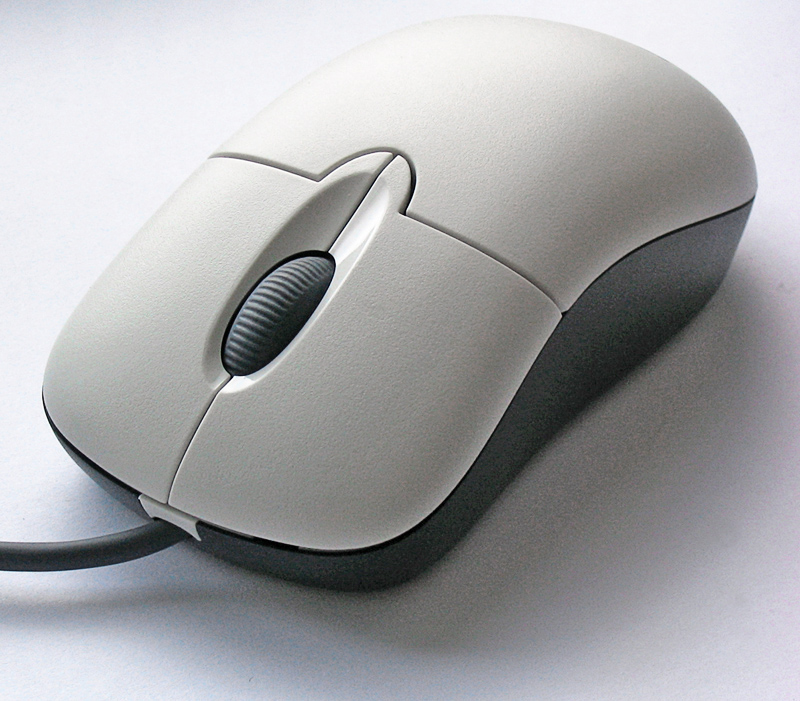
가운데 휠은 스크롤 휠이다.

스크롤 휠(scroll wheel)은 스크롤링에 사용되는 바퀴이다. 이 용어는 주로 컴퓨터 마우스에서 발견되는 바퀴를 가리키며(이 경우 마우스 휠(mouse wheel)이라고도 불린다) 보통 고무 재질의 표면을 가진 단단한 플라스틱으로 만들어지며, 내부에 로터리 인코더가 중심에 있다. 일반적으로 왼쪽 및 오른쪽 마우스 버튼 사이에 위치하며 마우스 표면에 수직으로 놓인다. 때로는 휠을 좌우로 누를 수 있는데, 이는 실제로 두 개의 추가 매크로 버튼일 뿐이다.

## 기능
스크롤 휠은 마우스 버튼 사이에 수평으로 배치되며 일반적으로 수직 스크롤링에 사용된다. 휠을 아래쪽에서 위쪽으로 굴리는 것은 "위로" 또는 "앞으로" 스크롤하는 것으로 알려져 있으며, 그 반대 즉 휠을 위쪽에서 아래쪽으로 굴리는 것은 "아래로" 또는 "뒤로" 스크롤하는 것으로 알려져 있다.
그래픽 사용자 인터페이스에서 "위로" 움직임은 창의 내용을 아래로 이동시키고 (스크롤바 엄지손가락이 있으면 위로 이동시킨다), 그 반대도 마찬가지이다. 다른 구성 (때로는 "자연 스크롤링"이라고 불림)에서는 효과가 반전된다.
대부분의 마우스에서 스크롤 휠은 누르면 세 번째, 중간 마우스 버튼으로도 사용될 수 있으며, 이를 스크롤 버튼이라고 한다.
일부 마우스의 스크롤 휠은 왼쪽이나 오른쪽으로 기울여 수평으로 스크롤할 수 있으며, 또는 마우스의 다른 위치에 수직 축에 추가 휠이 있을 수 있다.
휠은 종종 아날로그 축처럼 연속적으로 움직이는 대신 불연속적인 단계로 움직이도록 멈춤쇠와 함께 설계되지만 항상 그런 것은 아니며, 이는 사용자가 얼마나 스크롤했는지 더 쉽게 직관적으로 알 수 있도록 하기 위함이다.

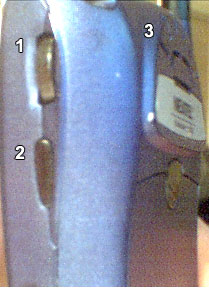
블랙베리의 트랙휠 (1)

스크롤 휠은 현대 컴퓨터 마우스에 널리 퍼져 있으며 하드웨어 인터페이스의 필수적인 부분이 되었다. 그러나 휠이 없는 마우스도 여전히 사용할 수 있다.
시나몬 (데스크톱 환경)과 같은 일부 사용자 인터페이스는 스크롤하는 동안 해당 작업 표시줄 아이콘을 가리키면 밝기와 볼륨을 조절할 수 있도록 한다.

## 역사
마우스의 스크롤 휠은 서로의 작업을 알지 못하는 여러 사람에 의해 여러 번 발명되었다.
마우스의 다른 스크롤 제어 장치와 스크롤용 휠 사용은 휠과 마우스의 결합보다 앞선다. 전자의 가장 초기에 알려진 예는 1985년에 NTT와 ETH 취리히 (오노 구니오, 후카야 겐이치, 유르그 니버겔트)가 공동으로 개발한 마이티 마우스 프로토타입이다. 이 마우스는 부드러운 스크롤링을 위해 측면에 엄지손가락으로 조작하는 아날로그 버튼/토글 스위치가 결합되어 있었다.
1989년 ACM SIGCHI 컨퍼런스에서 애플의 지나 다니엘 베놀리아는 스크롤링 또는 안팎으로 탐색하는(즉, 줌인/아웃 또는 3D 공간의 세 번째 축을 따라) 수평 엄지 휠이 있는 마우스 프로토타입을 발표했다. 1992년 그녀의 특허 출원에는 버튼의 왼쪽과 오른쪽에 두 개의 수직 휠이 있다.
1995년, 타이완 회사인 KYE 시스템즈는 스크롤 휠이 있는 최초의 상업용 마우스를 출시했다. 이 마우스는 지니어스 이지스크롤(Genius EasyScroll)이라고 불렸으며 마우스 시스템즈 프로아지오(Mouse Systems ProAgio)로도 판매되었다.
스크롤 휠은 마이크로소프트의 인텔리마우스가 1996년에 출시되면서 마이크로소프트 오피스 97의 마우스 휠 지원과 함께 대중화되었다. 이는 1993년부터 에릭 미셸만이 개발한 아이디어와 크리스 그레이엄의 의견을 기반으로 했다.
스크롤 휠은 초기 소니 모델, 블랙베리 기기 및 노키아 7110과 같은 PDA 및 휴대폰에서도 찾아볼 수 있으며, 이들은 보통 메뉴를 탐색하는 기능을 한다. 또한 키보드에도 나타났으며, 특히 로지텍 및 마이크로소프트 모델에서 캡스록 키 왼쪽에 위치하는 경우가 많다.

## 대안
일부 마우스 (및 다른 장치)는 스크롤 휠 대신 대안적인 유사한 구성 요소를 사용한다.
노트북 컴퓨터에는 종종 스크롤 휠을 모방하는 포인팅 장치 제스처 (패드의 가장자리를 스크롤 전용으로 사용하거나, 멀티터치 제스처를 통해 스크롤을 활성화하거나) 또는 스크롤 휠 버튼 클릭 (좌우 버튼을 동시에 클릭하여 전방향 스크롤을 활성화)을 모방하도록 프로그래밍된 터치패드가 포함되어 있다. 많은 리눅스 배포판은 사용자가 패드 모서리를 눌러 스크롤 모드를 활성화한 다음 패드 중앙을 중심으로 원을 그리며 드래그하는 방식으로 터치패드를 사용하여 스크롤하는 방법을 제공한다. 터치패드에서 손을 떼면 기본 마우스 모드로 전환된다.
마우스에서 대안으로는 스크롤 볼 (트랙볼과 유사하며, 애플의 마이티 마우스 및 일부 시리얼 또는 PS/2 마우스와 같이 수평 및 수직 스크롤을 결합한다), 포인팅 스틱, 통합 터치패드 (애플의 매직 마우스와 같이) 또는 광학 센서가 있다. 특이한 예로는 초기 사익 마우스에 있던 조이스틱 스타일의 햇스위치와 체리 파워 패드 마우스 M-1000에 있는 중앙 4방향 스위치 패드가 있다. 지니어스(Genius)는 1990년대 후반에 휠 대신 2방향 로커 스위치가 있는 더 간단한 넷마우스(NetMouse)를 "매직 스크롤 버튼"으로 판매하기도 했다. 켄싱턴(Kensington)은 현재 볼 자체를 둘러싸고 있는 큰 "스크롤 링"이 있는 여러 트랙볼 마우스 모델을 제공하며, 이 스크롤 링은 일반 마우스의 스크롤 휠처럼 검지 손가락만 사용하는 대신 여러 손가락을 사용하여 회전시킨다.
일부 씽크패드 노트북은 터치패드 위에 있는 버튼을 누른 채 포인팅 스틱을 사용하여 스크롤할 수 있도록 한다.

## 다른 응용 부문

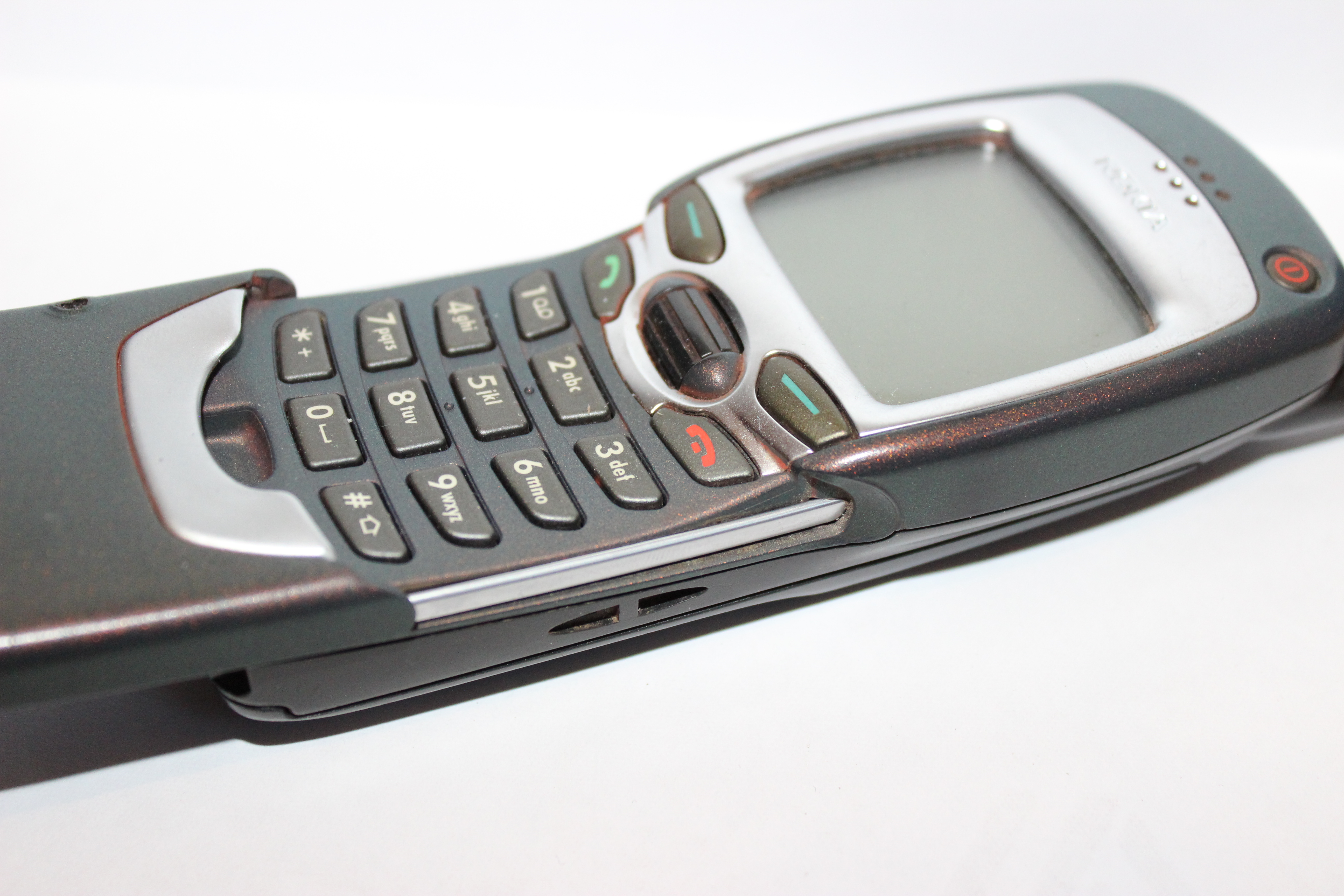
노키아 7110의 스크롤 휠

스크롤 휠 동작은 종종 시스템의 다른 측면을 제어하는 데 사용된다. 예를 들어, 사용자가 일련의 옵션 간을 전환하거나, 확대/축소하거나, 어떤 값을 증감시킬 수 있도록 한다.
1인칭 슈팅 컴퓨터 게임에서는 스크롤 휠이 종종 무기를 전환하는 데 사용되거나 수평 스크롤링이 가능하다면 플레이어가 좌우로 기울이거나 망원 조준경을 확대/축소하는 데 사용되기도 한다. 일부 게임과 대부분의 실시간 전략 게임 또한 스크롤 휠을 사용하여 플레이어의 시야를 확대/축소한다.
CAD 응용 프로그램, 예를 들어 오토데스크의 오토캐드는 마우스 휠을 사용하여 사용자가 그리는 공간을 탐색한다. 이는 많은 3D 응용 프로그램에서 사실상의 표준이 되었으며, 트림블의 스케치업 (구글이 이전 소유)은 스크롤 휠을 사용하여 3D 공간을 확대/축소하고, 휠 클릭과 마우스 드래그는 궤도이다.

## 같이 보기
- 스크롤 락